# Maciej Czarnowski
Maciej Sławomir Czarnowski (ur. 5 lutego 1910 w Warszawie, zm. 3 marca 1997 we Wrocławiu) – zadrużanin, współzałożyciel Zrzeszenia Rodzimej Wiary, doc. dr nauk leśnych w zakresie ekologii lasu.

## Biografia
Ukończył gimnazjum o profilu matematyczno-przyrodniczym w Tarnopolu. W latach 1929–1935 studiował na Wydziale Rolniczo-Leśnym Politechniki Lwowskiej. Od marca 1940 pracował jako nadleśniczy w Tarnobrzegu. W marcu 1942 aresztowany przez Gestapo, uciekł z transportu do więzienia, a następnie ukrywał się w Leżajsku do końca okupacji, gdzie pracował jako robotnik w tartaku. Po II wojnie światowej, w 1946 roku podjął się pracy na stanowisku adiunkta na Wydziale Leśnym UAM w Poznaniu, gdzie zdobył tytuł doktorski. W 1948 roku wstąpił do PZPR. W latach 1951–1954 pełnił funkcję kierownika Katedry Ogólnej Hodowli Lasu na Wydziale Rolniczo-Leśnym Uniwersytetu Jagiellońskiego. W 1964 uzyskał habilitację na Wydziale Biologii i Nauk o Ziemi UW. Od 1968 pracował jako docent w Zakładzie Ekologii i Geografii Roślin w Instytucie Botaniki Uniwersytetu Wrocławskiego. Podczas swojej pracy naukowej na Uniwersytecie Wrocławskim wypromował 19 magistrów i 6 doktorów. Założył i kierował Stacją Ekologiczną Instytutu Botaniki w Karpaczu. W 1980 przeszedł na emeryturę.
W 1947 opublikował Wstęp do hodowli lasu, w 1975 roku wydał Zarys ekologii roślin lądowych.